# Anàlisi de la supervivència
L'anàlisi de la supervivència és un conjunt de tècniques estadístiques que s'utilitzen per analitzar dades que representen el temp transcorregut des d'un origen fins al moment que té lloc un esdeveniment com la defunció (temps fins a un esdeveniment) ( pàg 1). Aquesta branca de l'estadística rep diferents noms segons el camp d'aplicació. Així, per exemple, en enginyeria se sol anomenar anàlisi de fiabilitat.

## L'anàlisi de la supervivència en medicina
En el camp de la medicina, l'origen sovint correspon al moment del diagnòstic d'una malaltia o el moment en què es realitza un tractament (p. ex., una intervenció quirúrgica). L'esdeveniment que marca la fi del temps de seguiment pot ser, p. ex., la defunció en general o a causa de la malaltia estudiada, una recidiva de la malaltia o la guarició.
Per simplificar els raonaments, se suposarà que només es té en compte el primer esdeveniment (en el cas de la defunció, és bastant obvi i si la malaltia és, p. ex., un infart miocardíac, l'esdeveniment d'interès serà només el primer infart que presentin els individus de l'estudi). També se suposarà que de tots els individus estudiats entren a l'estudi a temps zero i se segueixen un determinat temps (és a dir, la població és tancada). Tanmateix, el temps zero per cada individu sol ser un moment diferent en el calendari. Així, p. ex., si es vol estudiar el risc de defunció durant els 30 dies després d'un determinat tipus d'intervenció amb els malalts intervinguts en un hospital durant un any, cada malalt entra a l'estudi en el moment de ser intervingut. Però un és intervingut, p. ex., el 3 de gener, un altre el 5 de gener i així successivament. Malgrat que cada malalt entra a l'estudi en moments diferents, per tots ell el temps zero que marca l'inici del seguiment és el dia de la intervenció.
El temps que està l'individu a l'estudi sense presentar l'esdeveniment d'interès s'anomena temps en risc, ja que és el temps en què pot presentar-lo. A l'individu que desenvolupa l'esdeveniment d'interès s'anomenarà cas (un individu que presenti una anèmia no serà un cas si la malaltia d'interès és, p. ex., la pneumònia bacteriana). Un cop desenvolupat l'esdeveniment, deixa d'estar a risc de presentar-lo.
Típicament aquests mètodes s'utilitzen per analitzar les dades d'estudis de cohort o d'assajos clínics en els quals se selecciona una mostra de la població que se sol dividir en, p. ex., exposats i no exposats a un factor d'interès o tractats i no tractats amb un fàrmac o tractats amb diferents fàrmacs. Se segueixen els participants durant un termini de temps i es registra, per a cada participant, l'aparició de l'esdeveniment d'interès. Es poden diferenciar dos tipus de participants, els que presenten l'esdeveniment (p. ex., la mort o la malaltia) durant l'estudi i els que no el presenten (anomenats censurats). Els censurats es produeixen a causa de:
- Es perden de vista durant l'estudi:
  - L'individu no es torna a veure a l'estudi.
  - Es mor per alguna causa que no està relacionada amb l'estudi.
- Per alguna raó es retiren de l'estudi:
  - Presenten un efecte secundari que impossibilita continuar el tractament (en el cas d'un assaig clínic).
  - No volen continuar amb el tractament o no volen seguir en l'estudi.
- En finalitzar l'estudi o en realitzar l'anàlisi de les dades encara no l'han presentat.

A aquests tipus de dades s'anomenen censurades, ja que a l'investigador se li censura la possibilitat d'observar l'esdeveniment d'interès.
En aquest tipus d'estudis la mesura d'interès no és, per exemple, el percentatge d'esdeveniments que tenen lloc en cada grup, sinó el «temps des d'un origen fins a un esdeveniment» i fins a quin punt aquest temps és més o menys llarg. Per tant, les variables bàsiques d'una anàlisi de supervivència són:
- El temps de seguiment o temps en risc: temps des de l'origen, moment en què l'individu entra a l'estudi, fins a l'esdeveniment o la censura.
- Estat al final del seguiment: motiu pel qual finalitza el seguiment:
  - Presenta l'esdeveniment.
  - Se censura (p. ex., no ha presentat l'esdeveniment o s'ha perdut).

La principal particularitat dels mètodes d'anàlisi de supervivència és, precisament, que permeten analitzar fàcilment dades amb censures. És a dir, no cal conèixer de tots els individus si presenten o no l'esdeveniment d'interès. Per això, s'han utilitzat per analitzar dades en què la variable d'interès no és estrictament un temps. Per exemple, s'han utilitzat per analitzar la resposta bronquial (en forma d'una disminució del diàmetre dels bronquis o broncoconstricció). És una prova que es realitza per identificar les persones amb tendència a la broncoconstricció quan inhalen determinats agents. Es fa inhalar una dosi de l'agent i, mitjançant una espirometria, s'estima el grau de broncoconstricció. La dosi es va augmentant per determinar a quina dosi ja apareix aquesta. El problema és que no tothom arriba a aquest punt, sigui perquè, per diverses raons, s'ha hagut d'aturar la prova, sigui perquè no hi ha resposta broncoconstrictora. Per tant, hi han dades censurades. Els autors tractaren les diferents dosis administrades com el temps, i com a esdeveniment l'aparició de broncoconstricció.
Per obtenir unes estimacions exactes (és a dir, sense [Biaix estadístic | biaixos]), dels paràmetres poblacionals, cal:
- Definir l'origen de forma adequada. Ha de ser una data objectiva i amb significat biològic. Exemples d'orígens adequats: data de naixement, data del contagi en una malaltia infecciosa, moment de l'inici del tractament. No s'han d'usar dates subjectives com, per exemple, la dels primers símptomes segons els records del malalt (els records es poden modificar en funció dels fets posteriors).
- L'escala del temps ha d'estar definida de forma adequada.
- L'esdeveniment que marca la fi del seguiment s'ha de definir de la mateixa forma per a tothom, i s'han de fer servir els mateixos mètodes diagnòstics.
- Si la finalitat és comparar la supervivència de dos o més grups, els grups a comparar s'han de definir i establir abans d'iniciar el seguiment (encara que sigui de forma retrospectiva) i basant-se en un esdeveniment que ja hagi tingut lloc en el moment d'assignar a cada individu al grup. La comparació de la supervivència pot ser incorrecte si es divideixen els malalts en grups segons un fet que té lloc posteriorment a l'assignació com, per exemple, la resposta al tractament o una complicació o la utilització o no d'un tractament necessari en funció de l'evolució de la malaltia, ja que la supervivència està relacionada amb la resposta (només poden "respondre" els que sobreviuen).

## Exemple de dades
Les dades més simples tenen només dues informacions:
- El temps en risc o temps de seguiment
- Raó per la qual el temps en risc finalitza: per presentar l'esdeveniment o per ser censurat.

Sovint hi ha com a mínim una variable addicional que defineix el grup (p. ex., exposat o no).
Per exemple, les dades Aids2 de la llibreria MASS del paquet estadístic R contenen els malalts diagnosticats de sida a Austràlia abans de l'1 de juliol de 1991. Es pot calcular la variable temps des del diagnòstic fins a la defunció i una variable numèrica que indiqui si s'ha mort o no. El codi amb R és ( pàg 277):
```
>
 
library
(
MASS
)

>
 
## Càlcul del temps i variable estat

>
 
Aids2
$
DIES
 
=
 
Aids2
$
death
 
-
 
Aids2
$
diag

>
 
## Fer la variable muda ("factor" o "dummy variable") ESTAT al final del seguiment

>
 
Aids2
$
ESTAT
 
=
 
as.integer
(
Aids2
$
status
 
==
 
"D"
)

>
 
# Selecció dels homosexuals (el valor de la variable ''T.categ'' és "hs") i les dues variables d'interès

>
 
AIDS2_HS
 
=
 
subset
(
Aids2
,
 
T
.categ
==
"hs"
,
 
select
 
=
 
c
(
DIES
,
 
ESTAT
))

>
 
# Llistar els 6 primers individus (són defuncions):

>
 
head
(
AIDS2_HS
)

 
DIES
 
ESTAT

1
 
176
 
1

2
 
67
 
1

3
 
432
 
1

5
 
275
 
1

6
 
373
 
1

8
 
1027
 
1

```

Per cada individu, les dues informacions d'interès són els DIES i l'ESTAT. Els DIES és la variable aleatòria temps de supervivència (denotada per convenció amb la lletra majúscula T) i que per cada individu és el temps transcorregut des de l'entrada (moment del diagnòstic de sida) fins a la defunció. La variable ESTAT és la indicadora de si l'individu ha mort o és un censurat. En el llistat es pot comprovar que, p. ex., l'individu primer va estar en risc 176 dies i va deixar-ho d'estar per defunció.

## Descripció de les dades
Per resumir les dades de supervivència s'utilitzen tres quantitats bàsiques, la funció de supervivència, la taxa de perill (en anglès, "hazard function") i la taxa de perill acumulada (o simplement, perill acumulat, en anglès "cumulative hazard").

### La funció de supervivència

Figura 1: Estimació de Kaplan-Meier de la supervivència de malalts amb sida homosexuals. La línia vertical vermella correspon a la mediana del temps de supervivència

Figura 2: Estimació de Kaplan-Meier de la funció de distribució (probabilitat acumulada) dels malalts amb sida homosexuals

La funció de supervivència, que es denota per convenció amb la lletra majúscula S, es defineix com la probabilitat, Pr, que el temps de supervivència T d'un individu sigui més gran que un determinat temps t ():
{\displaystyle S(t)~=~Pr(T>t)}
on t és la variable temps, T és la variable aleatòria que per cada individu és el temps transcorregut des de l'entrada fins a la defunció i Pr és la funció probabilitat. Per tant, la funció de supervivència es pot utilitzar per representar la probabilitat que un individu sobrevisqui des de l'origen fins més enllà d'un cert temps t o, en altres paraules, la probabilitat que en el moment t encara estigui viu. Si l'esdeveniment estudiat, en lloc de la defunció, és una malaltia, S(t) és la probabilitat d'encara no haver-la presentat al moment t.

Per exemple, si la funció de supervivència al cap de 10 mesos (S(t=10 mesos)) és de 0,80, vol dir que els 10 mesos d'iniciar-se el seguiment, el 80% de la població encara no ha mort i que la probabilitat que el temps de supervivència, T, sigui més gran de 10 mesos és del 80%.
La funció de supervivència val un a l'inici del seguiment (al temps = 0 ningú s'ha mort i tothom sobreviu) i va disminuint acostant-se al valor zero a mesura que la gent va morint (o presentat algun altre esdeveniment d'interès). A la figura 1 es presenta l'estimació de la supervivència de les dades dels malalts amb sida de l'exemple presentat anteriorment. La línia vertical vermella correspon a la mediana del temps de supervivència, és a dir, el temps (uns 500 dies) en què el 50% de la població ja ha mort. Amb la corba es pot determinar quin és el percentatge de la població que encara està viva en diferents moments. Per exemple, el 20% dels individus encara estan vius als, aproximadament, 1.000 dies.
Una forma alternativa de presentar la supervivència és amb el seu oposat, 1 - S(t), és a dir la probabilitat de morir-se com a més tard al moment t (figura 2). És l'anomenada funció de distribució acumulada que es denota per convenció amb la lletra majúscula F:
{\displaystyle F(t)~=~1-S(t)~=~Pr(T\leq t)}
Si aquesta quantitat al cap de 10 mesos (F(t=10 mesos)) pren el valor de 0,20, vol dir que els 10 mesos el 20% de la població ja ha mort.
En epidemiologia a aquesta quantitat s'anomena probabilitat acumulada o proporció d'incidència quan l'esdeveniment és la malaltia ( pàg. 37) i estima el risc de desenvolupar la malaltia en els primers 10 mesos de seguiment. Sovint també s'anomena "incidència acumulada" (veure, p. ex., la figura 1 de l'article), però aquest terme s'utilitza per a una altra quantitat ( pàg. 37) que es comenta més endavant.
Aquí s'ha definit S(t) = Pr(T> t). Altres autors (p. ex., Collet o JP Klein a l'Enciclopèdia de bioestadística) defineixen S(t) = Pr(T ≥ t). Aquesta darrera definició permet simplificar algunes fórmules dels casos amb variable de supervivència discreta, però la primera fa que la relació S(t) = 1 - F(t) es mantingui tant en el cas discret com en el continu.
La funció de supervivència s'utilitza molt en medicina per descriure la probabilitat de sobreviure (veure, p. ex., les figures de l'article o la figura 1 de l'article) o la probabilitat de no presentar la malaltia (veure, p. ex., la figura 2 de l'article) en diferents moments des de l'origen.

### La taxa de perill[6]

Figura 3. Funció de densitat de la probabilitat de supervivència dels malalts amb sida homosexuals

La taxa de perill (en anglès, hazard rate) en el camp de l'anàlisi de la supervivència es denota per h(t) i en el de l'epidemiologia sovint per λ(t). Si la variable aleatòria el temps de supervivència, T, és una variable contínua amb una funció de densitat de probabilitat (és a dir, la funció que descriu la probabilitat relativa que la variable aleatòria T prengui uns valors determinats, figura 3) de f(t) i una funció de supervivència S(t), la taxa de perill és:
{\displaystyle h(t)={\frac {f(t)}{S(t)}}={\frac {f(t)}{1-F(t)}}}
La taxa de perill representa la probabilitat que una persona es mori en un interval de temps molt petit (un interval que comença a temps t i finalitza un instant després, al temps t1, amb t1 fora de l'interval), condicionat al fet que hagi sobreviscut fins llavores, dividit per l'amplitud de l'interval ({\displaystyle \triangle t=t_{1}-t}) i en el límit, quan aquesta amplitud tendeix a zero ( pàg. 7):
{\displaystyle h(t)=\lim _{\triangle t\to 0}{\frac {Pr(de~morir~entre~el~temps~t~i~t_{1}|haver~sobreviscut~fins~al~temps~t)}{\triangle t}}.}
o expressat amb notació formal:
{\displaystyle h(t)=\lim _{\triangle t\to 0}{\frac {Pr(t\leq T<t+\triangle t\,|\,T\geq t))}{\triangle t}}}
D'aquí es dedueix que la quantitat {\displaystyle h(t)\cdot \triangle t} és aproximadament la probabilitat que un individu de la població estudiada, que ha sobreviscut fins al moment t, es mori durant el mateix interval.
El numerador de l'equació anterior (la probabilitat de morir) es pot estimar amb el nombre de defuncions que han tingut lloc en el petit interval de temps entre t i t1 (amb t1 fora de l'interval) dividit per quantitat de persones en risc al temps t. Per tant, l'equació anterior es pot reescriure:
{\displaystyle h(t)=\lim _{\triangle t\to 0}{\frac {\frac {nombre~defuncions~entre(t,~t_{1})}{N_{t}}}{\triangle t}}=\lim _{\triangle t\to 0}{\frac {nombre~defuncions~entre(t,~t_{1})}{N_{t}\times \triangle t}}}
on Δt és l'instant de temps entre t i t1 i Nt és el nombre de persones en risc al moment t. Per tant, la taxa de perill és el nombre de defuncions per unitat de temps i amb relació a la població en risc i es pot interpretar com una velocitat que estima la rapidesa a l'instant t (velocitat instantània) en què la població va cap a la defunció.
La taxa de perill pot prendre valors des de zero i no té límit superior. A diferència de la supervivència que parteix d'un i mai augmenta amb el temps, la taxa (igual que la velocitat d'un vehicle) amb el temps pot augmentar, mantenir-se estable o disminuir (veure, p. ex., la figura 7 de l'article o la 3 de l'article). La seva evolució dependrà del procés que genera les dades. P. ex., si l'esdeveniment és la defunció després d'una intervenció quirúrgica, la taxa és molt elevada les primeres hores i dies després de la intervenció, i disminueix molt al cap de pocs dies.

Figura 4. Evolució temporal de la taxa de perill (instantània) dels malalts amb sida

A la figura 4 es presenta l'estimació de les taxes de perill (instantànies) dels malalts amb sida de l'exemple presentat anteriorment. Malgrat que la corba és molt irregular (el nombre de defuncions per unitat de temps i per persona en risc varia molt d'un moment a un altre), fins a aproximadament el dia 1.300, es pot identificar un patró d'un increment de la taxa amb el temps. És a dir, la velocitat amb què aquesta població va cap a la defunció es va incrementant lleugerament amb el temps fins a aproximadament el dia 1.300.
En el camp de l'epidemiologia, en què l'esdeveniment d'interès sol ser, en lloc de la defunció, una determinada malaltia, la taxa de perill s'anomena taxa d'incidència o densitat d'incidència i es denota com λ(t). Quan l'esdeveniment és la defunció, també s'anomena força de mortalitat. La taxa d'incidència se sol expressar en termes de la disminució de les persones que estan en risc de presentar l'esdeveniment d'interès, pel fet que algunes d'elles el presenten i deixen d'estar a risc. Si en un moment determinat hi ha Nt persones en risc, la taxa d'incidència és la disminució potencial i instantània d'aquesta població (per l'aparició de nous casos de la malaltia) per unitat de temps i amb relació a quantes persones estan en risc. En termes matemàtics, és la primera derivada de Nt en el moment t dividit per la quantitat de persones en risc en el mateix moment (Nt) ( pàg. 100):
{\displaystyle \lambda (t)={\frac {\frac {-d(N_{t})}{dt}}{N_{t}}}={\frac {-d(N_{t})}{N_{t}\times dt}}}
Aquesta equació és fonamentalment la mateixa expressió que la de l'estimació anterior de la taxa de perill (h(t)), ja que el numerador (-d(Nt)) no és més que el nombre d'esdeveniments que tenen lloc i que provoca una reducció (el signe és negatiu) de la mida de la població en risc de d(Nt) persones.
La taxa d'incidència estima la velocitat en què la població en risc va cap a la malaltia. La taxa així presentada seria l'equivalent a la velocitat d'un vehicle en un moment donat. Però com que aquesta velocitat varia d'un moment a un altre, s'utilitza per descriure-la, no la instantània, sinó la mitjana. De la mateixa manera, se sol estimar una taxa d'incidència mitjana (que es denotarà com TI) durant un determinat període. Aquesta s'estima a partir de la relació del nombre de casos nous de malaltia i la quantitat de persones que encara estan en risc d'emmalaltir en cada moment. Si en una població determinada, Nt individus encara estan en risc d'emmalaltir en el moment t, la λ mitjana (o TI) entre l'inici del seguiment i el moment t, és el nombre de nous casos (n) dividit per la integral de Nt·(dt) entre el temps zero i el temps t ( pàg. 100):
{\displaystyle TI(entre~0~i~t)={\frac {n}{\int \limits _{0}^{t}N_{t}\times dt}}}
Aquesta quantitat es pot estimar de forma aproximada dividint el nombre de casos nous (casos incidents) en un període determinat per la quantitat de persones en risc durant l'estudi o persones-temps:
{\displaystyle TI={\frac {\textrm {casos~incidents}}{Persones-Temps}}}
El denominador (les persones-temps) és una aproximació del denominador {\displaystyle {\int \limits _{0}^{t}N_{t}\times dt}} de l'equació anterior i s'estima sumant els temps en risc de cada uns dels individus. Quan no es disposa del temps de seguiment de cada individu, les persones-temps es poden estimar multiplicant la població en risc en la meitat del període per la duració de l'estudi. Aquests conceptes es desenvolupen a l'apartat Taxa d'incidència de l'entrada Incidència.

### Taxa de perill acumulada (Incidència acumulada)
No sempre és fàcil estimar la taxa de perill (instantània). Una alternativa és utilitzar la taxa de perill acumulada (en anglès, cumulative hazard) que sovint s'anomenava en el camp de l'epidemiologia o quan l'esdeveniment és una malaltia determinada, incidència acumulada.
Si el temps de seguiment, T, és una variable aleatòria contínua, la taxa de perill acumulada des de l'inici del seguiment fins al moment t, s'estima integrant (és a dir sumant) les taxes de perill instantànies entre el temps zero i el moment t:
{\displaystyle H(t)=\int \limits _{0}^{t}h(t_{i})\times dt}
on h(t) és la taxa de perill (o la taxa d'incidència, λ(t), si l'esdeveniment és una malaltia) en cada uns dels instants "i" que hi ha entre l'inici i el moment t.
Com que anteriorment s'ha comentat que h(t) és:
{\displaystyle h(t)={\frac {f(t)}{S(t)}}}
es pot deduir que H(t) és:
{\displaystyle H(t)=\int \limits _{0}^{t}{\frac {f(t)}{S(t)}}\times dt=-ln[S(t)]}
per tant, estimada la funció de supervivència, es pot estimar la incidència acumulada (que no s'ha de confondre amb la probabilitat acumulada). I viceversa, a partir de la taxa de perill acumulada es pot estimar la probabilitat de sobreviure:
{\displaystyle S(t)=e^{-H(t)}}
Quan la taxa de perill (h) és petita, llavors la incidència acumulada numèricament és aproximadament igual a la probabilitat acumulada de morir en el període entre l'inici del seguiment i el temps t, sempre que no existeixin altres causes de mort competitives, sempre que aquestes altres causes actuïn independentment de la causa d'interès.
Igualment, si la taxa d'incidència (λ, taxa de perill en què l'esdeveniment d'interès és una malaltia) és petita, la incidència acumulada és una aproximació de la probabilitat "pura" de presentar la malaltia en absència d'altres causes de mort competitives.

Figura 5. Taxa de perill acumulada

La taxa de perill acumulada és l'àrea sota la corba de la funció que descriu el valor de la taxa de perill (o d'incidència) instantània en cada un dels moments entre l'inici i el temps t (figura 4) i representa, en cada instant, la quantitat de persones en risc que presenta l'esdeveniment (en relació al nombre de persones en risc). Aquesta àrea estima la quantitat total del risc que s'ha acumulat fins al temps t i, per tant, té una relació inversa amb la probabilitat de sobreviure: en disminuir amb el temps el nombre de persones que sobreviuen, augmenta la taxa de perill acumulada (el risc acumulat va augmentant).
Mentre que la taxa de perill (o taxa d'incidència) és equivalent a la velocitat (instantània o mitjana) d'un vehicle, la taxa de perill acumulada equival a la distància recorreguda. Si un cotxe va a una velocitat mitjana de 50 km/h, vol dir que en dues hores haurà recorregut 100 km. De la mateixa manera, si la taxa d'incidència d'una malaltia és de 50/any, vol dir que la taxa de perill acumulada en dos anys serà de 100.
En la figura 5 es mostra la taxa de perill acumulada dels malalts amb sida de l'exemple anterior. Partint de zero, a mesura que transcorre el temps, el "risc" acumulat va augmentant. Per tant, la corba evoluciona totalment al contrari que la corba de supervivència (figura 1): en disminuir aquesta, augmenta l'altre.
En els articles biomèdics, per representar la supervivència de diferents grups (p. ex., tractats i no tractats), sovint s'utilitza la corba que representa la incidència acumulada en funció del temps (veure, p. ex. la figura 1 de l'article o la figura 2 de l'article). Cal no confondre-la amb la corba que representa la probabilitat acumulada (1 - S(t)) que s'utilitza, p. ex., en la figura 1 de l'article de Zhu i col. (encara que ells l'anomenen incidència acumulada).

## Estimació de la supervivència
L'estimació de la supervivència presentada en la figura 1 (o qualsevol de les anteriors mesures relacionades amb ella) a partir de les dades d'un estudi, es pot realitzar utilitzant dues aproximacions diferents. Una és assumir que la variable temps de supervivència (la variable aleatòria T, el temps en risc) no segueix cap distribució en particular (estimació no paramètrica) i l'altre és assumir que T s'ajusta a una distribució matemàtica coneguda.

### Estimació no paramètrica
Aquest tipus d'estimació no fa cap assumpció sobre la distribució del temps de supervivència T. Si no existeixen censurats, l'estimació de la funció de supervivència es realitza calculant la proporció de supervivents en cada instant t:
{\displaystyle S(t)={\frac {Nombre~individus~sobreviuen~m{\acute {e}}s~enll{\acute {a}}~del~moment~t}{Nombre~d'individus~en~risc~a~l'inici}}}
Si existeixen censures, es pot utilitzar el mètode de Kaplan–Meier (és el mètode utilitzat per estimar la supervivència de la figura 1). Aquest mètode estima la supervivència calculant en cada moment en què té lloc un esdeveniment la probabilitat de sobreviure següent:
{\displaystyle p_{i}=1-{\frac {d_{i}}{n_{i}}}}
on ni és el nombre d'individus en risc al moment i, (inclosos els que presenten l'esdeveniment i els censurats en aquest moment) i di és el nombre d'esdeveniments en aquest moment.
Finalment es multipliquen totes les pi, de manera que si tenen lloc, p. ex, 15 esdeveniments, la fórmula final és:
{\displaystyle S(t)=p_{1}\times p_{2}\times ...\times p_{15}={\displaystyle \prod _{i=1}^{i=15}}p_{i}={\displaystyle \prod _{i=1}^{i=15}}\left(1-{\frac {d_{i}}{n_{i}}}\right)={\displaystyle \prod _{i=1}^{i=15}}\left({\frac {n_{i}-d_{i}}{n_{i}}}\right)}
S'assumeix que els casos censurats es distribueixen de forma uniforme al llarg de tot el temps i que entre dos esdeveniments la probabilitat de presentar l'esdeveniment no canvia.

### Estimació paramètrica
S'assumeix que el temps de supervivència T s'ajusta a una distribució matemàtica coneguda com, p. ex., una de Weibull, una exponencial o una log-normal. En aquest cas, el problema es redueix a estimar els paràmetres de la funció que millor s'ajusti a les dades.